# پینات (کالیفرنیا)
پینات (به انگلیسی: Peanut) یک منطقهٔ مسکونی در ایالات متحده آمریکا است که در شهرستان ترینیتی، کالیفرنیا واقع شده‌است. پینات ۷۸۶٫۰۹ متر بالاتر از سطح دریا واقع شده‌است.